# Ана Беатріс Баррос
Ана Беатрі́с Ба́ррос (порт. Ana Beatriz Barros, нар. 29 травня 1982 року, Ітабіра, Бразилія) — бразильська супермодель.

## Біографія
Народилася в маленькому містечку Ітабіра, Мінас-Жерайс, Бразилія. Має іспанське, італійське та португальське походження. Старші сестри — Патриція і Марія Луїса.
Пізніше сім'я переїхала в Ріо-де-Жанейро, де Ана Беатрис провела своє дитинство. 
У грудні 2017 року народила сина Каріма Хамеда. 20 лютого 2020 року — сина Олександра Омара.
Живе в Нью-Йорку, США.
Її найкраща подруга — бразильська супермодель Алессандра Амбросіо, також вона дружить з супермоделями Жизель Бюндхен, Ізабель Фонтан і Адріаною Лімою.

## Кар'єра
Ана Беатрис брала участь у рекламних компаніях Guess?, Christian Dior, Armani jeans, Oakley, L'Oreal, Naf Naf, Diesel, Ermanno Scervino, Victoria's Secret, Chanel cosmetics і Jennifer Lopez's JLo fashion line. У 2004 році Дженніфер Лопес вибрала Ану Беатріс обличчям своєї нової лінії дизайнерського одягу JLo Lingerie.
Баррос представляла такі бренди, як Valentino , Missoni, Gucci , Christian Dior, Versace, Emporio Armani, BCBG, DKNY, Jean Paul Gaultier, Dolce & Gabbana, Michael Kors (Red Oak) і Елі Сааб.
Ана Беатрис з'являлася на обкладинках журналів Glamour , Vogue, Marie Claire , Allure, Audi magazine, W, ELLE і сім разів на Sports Illustrated in the Swimsuit Issue(2002, 2003, 2004, 2005, 2006, 2007, 2008).
У 2010 році стала обличчям туалетної води Eternal Magic від AVON.